# ZPサート
ZPサート（ジッピー・サート、ZP "Zippy" Theart、1975年5月27日 - ）は、南アフリカ共和国出身のボーカリスト。ドラゴンフォース、アイアムアイ（I Am I）、スキッド・ロウの元ボーカル。

## 概要・経歴
- ハロウィンやガンマ・レイの影響で音楽活動を始める。
- 彼の母親によると、3歳頃からスプーンをマイクの代わりとしてラジオに合わせて歌っていたようである。
- 英語以外にもドイツ語など多数の言語を話すことが出来る。
- “ライブが命”であるドラゴンフォースにとってZPはライブ中でおどけたりなどして、演奏時間が半数を占めるパートで盛り上げ役として人気である。
- “ZP”というのは、彼の本名であり、スタッフでさえも彼のパスポートを見るまでは知らなかったとのこと。
- バンド内でのニックネームは「ターザン」であるらしい。
- 2010年3月9日、音楽的な方向性の相違によりドラゴンフォースを脱退。
- 2011年3月12日、東北地方太平洋沖地震に際し、公式フェイスブックから日本語でコメントを残す。
- 2012年、アイアムアイを結成。初のフルアルバムである「Event Horizon」を発売。
- 本人に聞いた「Theart」の正確な発音は「サート」ではなく、「ティアト」である。「Theart」のhは発音しないそう。
- 2017年1月、正式にスキッド・ロウの新シンガーとして加入したが、2022年3月に脱退している[1]。

## 関連バンド
- ドラゴンフォース
- タンク
- スキッド・ロウ
- アイアムアイ（英語版）

## 関連人物
- サム・トットマン
- ハーマン・リ
- ヴァジーム・プルジャーノフ